# 720-й пункт матеріально-технічного забезпечення ВМФ Росії
720-й пункт матеріально-технічного забезпечення ВМФ (абр.: 720 ПМТЗ) — частина тилового і матеріально технічного забезпечення кораблів ВМФ СРСР, а пізніше Російської Федерації в середземноморському порту Тартус (САР).

## Загальні відомості
720 ПМТЗ знаходиться на східному узбережжі Середземного моря, в сирійському місті Тартус, другому після Латакії портовому місті країни. Тартус знаходиться на півдні середземноморського узбережжя Сирії, за 30 км від кордону з Ліваном.
Приблизна відстань до важливих місць та морських шляхів:
- 110 миль (200 км) до Ларнаки (Кіпр) на захід;
- 110 миль (210 км) до кордону з Ізраїлем на південь;
- 900 миль (1700 км) до Босфору (Туреччина);
- 1200 миль (2200 км) до Севастополя (Україна);
- 280 миль (520 км) до Суецького каналу (Єгипет);
- 2800 миль (5100 км) до Могадішу (Сомалі);
- 2100 миль (3800 км) до Гібралтару.

Частина створена у 1977 році як передовий пункт тилового забезпечення ВМФ СРСР. Об'єкт підпорядковується безпосередньо управлінню тилу ВМФ РФ i призначений для тилового забезпечення кораблів військово-морського флоту Росії, які знаходяться у Середземному морі. Адміністративно пункт матеріально-технічного забезпечення входить до складу тилу Чорноморського флоту.
720 ПМТЗ розташований в північній частині порту Тартус, на території бригади ракетних катерів ВМС Сирії. Поряд з територією частини — судноремонтний завод сирійського флоту.
Загальна площа 1,2 га. Військове містечко і казармово-житловий фонд включають:
- адміністративно-житловий будинок (одноповерховий, збірно-щитовий, 1988 року побудови, капітальний ремонт у 2005 році);
- казарма (збірно-щитова, в консервації);
- 2 склади-ангари типу СРМ;
- автопарк з критим гаражем;
- сховище паливно-мастильних матеріалів;
- плавпричал типу ПМ-61М.

Штатна чисельність особового складу ПМТЗ на 2002 рік становила 10-13 осіб, у тому числі 3 офіцери, 4 мічмани, 3-6 старшин і матросів. В короткому репортажі Першого російського державного телеканалу в жовтні 2002 року повідомлялось, що «вся робоча сила російської військово-морської бази в Тартусі складається з 3 офіцерів, 4 мічманів та 3 моряків». Слід також додати екіпаж ремонтних суден, що знаходяться на базі. 27 червня 2013 року міністерство оборони Росії офіційно заявило, що в Тартусі не залишилося жодного російського військовсолужбовця. При цьому ПМТЗ «продовжує виконувати завдання в плановому режимі».
З метою забезпечення ремонту та технічної готовності кораблів i суден ВМФ Росії в східний частині Середземного моря на ПМТЗ постійно знаходиться на бойовій службі одне із суден бригади суден забезпечення Чорноморського флоту. Як правило це плавмайстерні ПМ-138, ПМ-56 чи кілектор КІЛ-158, при необхідності може направлятись один з розвідувальних кораблів. Зміна плавмайстерень на бойовій службі як правило раз на вісім місяців.
У 2011 році, з початком заворушень в Сирії, на 720 ПМТЗ ВМФ були призупинені організаційно-штатні заходи, введено посилений режим охорони і оборони об'єкта. Екіпажам плавмайстерень обмежено схід на берег.

## Історія
З середини 1960-х років розпочалися бойові служби змішаних (нештатних) ескадр кораблів Військово-Морського Флоту СРСР в Середземному морі. Несення бойової служби великими корабельними з'єднаннями вимагало значного тилового і матеріально-технічного забезпечення. Для забезпечення використовувалися допоміжні судна Чорноморського флоту і цивільні судна Міністерства морського флоту: на кораблі ескадри доставлялися продовольство, усі види пального, вода, пошта, інші вантажі необхідні для забезпечення бойової і повсякденної діяльності.
Тільки у 1965 році суднами допоміжного флоту ЧФ було здійснено 40 рейсів в райони бойової служби в Середземному морі і доставлено туди 32,6 тисяч тонн матеріальних засобів, у тому числі 20 тис. тонн палива і мастил, 12,3 тис. тонн води, 90 тонн продовольства.
А 14 липня 1967 року була сформована штатна Середземноморська ескадра кораблів ВМФ СРСР. Основою її складу були кораблі Чорноморського флоту, тилове і технічне забезпечення ескадри було також покладене на Чорноморський флот.
Система маневреного тилу виявилася неефективною і призвела до перенавантаження сил тилу та надмірних фінансових витрат. З метою виходу з ситуації, що склалася було прийняте рішення про створення на території на той час дружніх до СРСР держав тимчасових пунктів базування і забезпечення. Для зниження навантаження на тил флоту на умовах оренди в портах іноземних держав створювалися пункти матеріально-технічного забезпечення кораблів флоту. Перші пункти в інтересах сил бойової служби кораблів ЧФ були сформовані в Єгипті в портах Александрія і Мерса-Матрух. Вони проіснували до 1976 року: в середині 1970-х радянсько-єгипетські відносини різко загострилися. Після денонсації Єгиптом у березні 1976 року Договору про дружбу і військове співробітництво між СРСР і Єгиптом, радянським кораблям і суднам було запропоновано залишити єгипетську територію.
В таких умовах було досягнуто домовленості з урядом Сирійської Арабської Республіки про дислокацію в порту Тартус дивізіону морських суден забезпечення ЧФ СРСР загальною чисельністю до 30 одиниць. Для організації зберігання окремих видів матеріальних засобів (регенерації, технічного, шкіперського і речового майна, продовольства і мастил), забезпечення ними кораблів і підводних човнів, а також організації міжпоходового ремонту підводних човнів і відпочинку їх екіпажів в порту Тартус 30 квітня 1977 року сформовано управління 229-го дивізіону морських і рейдових суден забезпечення, який підпорядковувався штабу 5-ї (Середземноморської) оперативної ескадри. З того часу в Тартусі постійно знаходилася плавмайстерня, плавсклад, морський буксир, морська водоналивна баржа, водолазний бот.
У 1982–1983 роках кораблі ескадри активно брали участь у «забезпеченні балансу сил в Східному Середземномор'ї» в період арабо-ізраїльської війни. З метою подальшого удосконалення системи тилового забезпечення бойової служби, підвищення стійкості і розширення можливостей маневреного тилу в Середземному морі у 1984 році директивою міністра оборони СРСР в порту Тартус Сирійської Арабської Республіки був створений пункт матеріально-технічного забезпечення (ПМТЗ) підпорядкований заступнику командувача Чорноморським флотом з тилу. В Тартусі був встановлений плавпричал ПМ-61М, побудовані два сховища типу СРМ, адміністративно-господарський будинок, дизельна електростанція, казарма, їдальня.
Після розпаду Радянського Союзу і припинення діяльності Середземноморської ескадри пункт матеріально-технічного забезпечення в Тартусі втратив своє значення, але не був залишений, оскільки Сирія залишилась ключовим союзником Росії в арабському світі. На початку 2012 року база мала площу 1,5 га (0,015 км²) та мала гарнізон з 10 військових. Два понтонних причали могли приймати чотири кораблі до 120 м завдовжки.
До 2000 року сирійська сторона надавала територію для дислокації ПМТЗ на безкоштовній основі. З 2005 року, після підписання російсько-сирійської угоди про погашення заборгованості САР перед РФ, плата за оренду землі, водної акваторії, комунальні послуги, що надаються ПМТЗ сирійською стороною (за оцінкою сирійців, це близько 2 млн. доларів на рік) не стягується.

## Військово-політичне значення
Значення 720-го пункту матеріально-технічного забезпечення в Тартусі для зовнішньої політики Росії є символічним: це єдина «військова база» Росії в Середземному морі і взагалі єдиний російський військовий об'єкт в «дальньому зарубіжжі» та за межами колишнього Радянського Союзу. Вважається, що існування цієї бази має продемонструвати військову присутність Росії в Середземному морі та на Близькому Сході. Російський прапор на території Сирії має символізувати впливовість Росії — Кремль прагне продемонструвати відновлення своєї сили. «У Росії також є військово-морська база в сирійському порту Тартус — єдина, яка залишилася у неї в Середземномор'ї. Крім того, Москва є для Сирії основним постачальником зброї. База в Тартусі знову набуває великого військового значення: Сирія — одна з небагатьох країн світу, у яких були стабільні військові зв'язки як з Радянським Союзом, так і з Росією», — вважає старший науковий співробітник Програми з питань Росії та Євразії лондонського Королівського інституту міжнародних відносин Джеймс Шерр. В той же час, більшість російських і міжнародних військових експертів вважають, що пункт матеріально-технічного забезпечення ВМФ Росії в Тартусі наразі не має воєнно-стратегічного значення.

### Громадянська війна
З початком та посиленням громадянської війни в Сирії російська військова база в Тартусі привернула до себе увагу громадськості. Припускали, що відмова Росії від згоди на жорсткі заходи проти режиму Ассада пов'язана з прагненням, серед іншого, зберегти свою базу. Попри невеликий розмір бази, політики та журналісти стали називати її «загрозою для стабільності в регіоні». Вперше з початку війни, 8 січня 2012 року корабельна авіаносна група ВМФ Росії здійснила діловий заход в порт. До складу групи входив важкий авіаносний крейсер «Адмірал Кузнецов», великий протичовновий корабель «Адмірал Чабаненко», сторожовий корабель «Ладний», рятувальний буксир «Микола Чикер» і танкер «Лена». Російськими офіційними особами цей захід був пояснений необхідністю поповнити запаси провізії і палива, сирійська влада розцінила його як демонстрацію солідарності. Губернатор Тартусу Атфі Ад-Наддуф зустрів російських моряків та подякував Москві за «підтримку сирійського народу». На борт авіаносця піднялась сирійська військова делегація з міністром оборони Сирії.
За повідомленням газети «Независимая газета» від 24 серпня 2012 року, російські військові вирішили відмовитись від бази в Тартусі. Також в серпні 2012 року стало відомо, про те, що Росія покидає пункт підтримки. За 350 км від Тартусу в той час відбувались важкі бої.
Однак, в жовтні 2012 року в ЗМІ було поширене повідомлення агентства DEBKA, що за словами наближеного до президента Сирії джерела в Дамаску, на бойове чергування у сирійському порту встали кораблі ВМФ РФ, на борту яких перебувають підрозділи морської піхоти. Вважається, що завданням російських військових є так звана «дипломатія канонерок», — запобігання можливості збройної інтервенції у Сирії. Раніше Міноборони Росії повідомляло, що в Середземне море відправлений загін бойових кораблів. У складі спрямованого у Середземне море угруповання, входили великі десантні кораблі «Микола Фільченков», «Цезарь Куніков», «Олександр Отраковський», «Георгій Побідоносець» і «Кондопога». До складу зведеної ескадри так само входили великий протичовновий корабель «Адмірал Чабаненко», сторожові кораблі «Смєтлівий» і «Ярослав Мудрий», судна забезпечення «Микола Чикер», «Сергій Осіпов», танкер «Лена» і рятувальні буксири буксир «Шахтар» і СБ-5.
В ході війни в Тартус у масовому порядку перебираються прихильники Башара Ассада. Вважається, що у випадку якщо опозиція захопить Дамаск і сюди перебереться Ассад зі своїм оточенням, Тартус може стати столицею нової держави алавітів. Припускається, що якщо в Тартус перебереться Башар Ассад то він може попросити притулку у російської військової бази або втекти за кордон на російському судні. Росія заявила, що відправила у Тартус десантні кораблі для того, щоб евакуювати своїх громадян, що живуть в Сирії. Але, за словами місцевих жителів, російські родини вже давно покинули військову базу. Тут залишилися лише військові офіцери.

### Розширення присутності

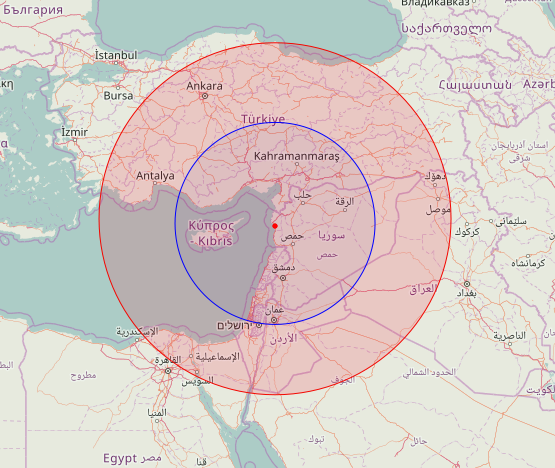
Зона ураження балістичними ракетами з комплексу Іскандер-М (до 700 км) та ракетами 40Н6 комплексу С-400 (до 400 км) розгорнутими на авіабазі «Хмеймім»

На основі відкритих даних можливо стверджувати, що в 2014 році розпочалось стрімке зростання обсягів російського військового транспорту в порт Тартус. В 2013 році зафіксовано 30 рейсів, понад 45 в 2014. Станом на вересень 2015 рік вже був досягнутий рівень походів 2014 року.
Окрім великих десантних кораблів Чорноморського флоту (5 кораблів), в перекиданні вантажів брали участь кораблі Балтійського (4 кораблі), Північного (3 кораблі) та навіть Тихоокеанського (2 кораблі) флотів.
Частіше за інших із Босфору в напрямі Середземного моря ходив ВДК «Калінінград» — 10 разів лише в 2014 році, ВДК «Новочеркаськ» (9 разів в 2014 році, 8 — в 2015). Технічна обслуга в Тартусі покладена на дві плавмайстерні Чорноморського флоту — ПМ-56 і ПМ-138, які міняють одна одну що 6 місяців.
За неповні три роки, з 2013 по 2015, завдяки відкритим даним Bosphorus Naval News, можна стверджувати про понад 100 проходів російських ВДК до Сирії.
Через велике навантаження на великі десантні кораблі, в жовтні 2015 року ВМФ Росії вдався до використання придбаних в Туреччині цивільних суховозів під прапорами російського допоміжного флоту. Першим рейс з доставки військових вантажів здійснив корабель «Двіниця-50» (рос. Двиница-50), колишній англ. Alican Deval.
За даними російського видання Коммерсантъ, станом на початок осені 2015 року, на базі перебувало понад 1700 військових фахівців. Іще до тисячі солдат знаходились на військовій базі створеній в міжнародному аеропорті імені Басіля Аль-Ассада поблизу міста Латакія. Також, за даними видання IHS Jane's в Дамаску перебували загони спеціального призначення Заслін (рос. Заслон) служби зовнішньої розвідки РФ.
30 вересня 2015 року рада Федерації дала згоду Путіну на використання ЗС РФ за кордоном, зокрема в Сирії. При цьому, йшлося лише про застосування військово-повітряних сил для надання підтримки сухопутним військам Башара Ассада з повітря.
На початку жовтня 2016 року Fox News повідомила з посиланням на анонімні джерела в уряді США про перекидання Росією до Сирії комплексу «SA-23 Gladiator» (кодове ім'я НАТО комплексів С-300ВМ/Антей-2500; ймовірно йдеться про С-300В4). Це стало першим відомим розгортанням комплексу за межами Росії. Трохи згодом Міністерство оборони Росії визнало, що направило до Сирії батарею С-300 (без уточнення, про яку саме модифікацію йдеться) для прикриття військової бази в Тартусі а також кораблів, що знаходяться у прибережній зоні від атак з повітря.
Перед тим, в 2015 році, Росія розгорнула комплекс С-400 на авіабазі «Хмеймім».
Станом на 2021 рік в майстернях здійснюється тільки сервісне обслуговування кораблів у далекій морській зоні силами виїзних бригад одного із судноремонтних заводів. В квітні 2021 року стало відомо, що в 2022 році в Тартус буде доставлений із Росії плавучий док, після чого можливості цього комплексу значно розширяться і він зможе ремонтувати кораблі і підводні човни.

### Після повалення режиму Асада
Після початку повномасштабної фази російсько-української війни 24 лютого 2022 року згідно умов конвенції Монтре російські військові кораблі втратили можливість проходити у Чорне море через турецькі протоки. В Середземному морі залишилось чотири кораблі-носії «Калібрів» зі складу ЧФ РФ, які стали «ядром» оперативної групи ВМФ РФ, яка після лютого 2022 року на ротаційній основі розміщувалась на базі в Тартусі. Для ремонтних робіт кораблі звідти вирушали в порти Балтійського моря.
Згідно супутникових знімків, станом на 2 грудня 2024 року на базі у Тартусі перебувало чотири носії крилатих ракет «Калибр» — субмарина «Новороссийск» проєкту 636.6, фрегат «Адмирал Григорович» проєкту 11356, та два фрегати проєкту 22350 «Адмирал Горшков» та «Адмирал Головко». Танкер «Єльня» покинув базу вранці 2 грудня.
Після повалення режиму Асада Росія вивела свої кораблі з бази в море неподалік. Відтоді Армія оборони Ізраїлю завдала декількох ударів як по сирійських катерах неподалік російської бази (потоплено шість ракетних катерів проєкту 205 у стінки причалу), так і по об'єктах на суходолі.
Армія оборони Ізраїлю на початку 16 грудня 2024 року завдала удару та знищила склад з боєприпасами, що знаходився неподалік військової бази, поблизу села Бімалка, приблизно за 10 км від Тартуса. Детонація боєприпасів спричинила потужний вибух, струси від якого були зареєстровані як 3-бальний землетрус сейсмічними станціями в регіоні. При цьому, щонайменше два кораблі ВМФ РФ — фрегат «Адмирал Горшков» Північного флоту та «Адмирал Григорович» Чорноморського флоту перебували у морі на відстані до 15 км від бази. Окрім них в морі також перебували середній розвідувальний корабель проєкту 861М «Кільдін» і танкер «Вязьма».
Тим часом, в очікуванні евакуації на причалах бази скупчилась значна кількість автотранспорту. На шляху до Тартусу перебував великий десантний корабель проєкту 775 «Александр Шабалин», й контейнеровози «сирійського експресу» Sparta та Ursa Major (остання прямувала до Владивостоку з двома мобільними портовими кранами Liebherr 420 та двома кришками для атомного криголаму на борту, затонула в західній частині Середземного моря 23 грудня 2024 року). Також був помічений вихід групи кораблів Північного флоту, яка складається з одного десантного та одного вантажного корабля під прикриттям великого протичовнового корабля проєкту 1155 «Удалой».
Був демонтований мобільний береговий комплекс «Монолит-Б», що знаходився на базі тривалий час.